# Classic Grand Besançon Doubs 2025
La 5e édition de la Classic Grand Besançon Doubs a lieu le 18 avril 2025. Cette course cycliste d'un jour est la 6e manche de la Coupe de France et fait partie du calendrier UCI Europe Tour 2025 en catégorie 1.1 (troisième niveau mondial). Elle a été remportée par Guillaume Martin de l'équipe Groupama-FDJ.

## Présentation

### Équipes participantes
| WorldTeams (5)- Groupama-FDJ - Decathlon AG2R La Mondiale Team - Cofidis - Arkéa-B&B Hotels - Team Visma \| Lease a Bike ProTeams (8)- Team TotalEnergies - Unibet Tietema Rockets - Equipo Kern Pharma - Caja Rural-Seguros RGA - Wagner Bazin WB - Burgos-Burpellet-BH - Uno-X Mobility - Euskaltel-Euskadi Équipes continentales (7)- Nice Métropole Côte d'Azur - St. Michel-Preference Home-Auber 93 - Van Rysel-Roubaix - CIC U Nantes - MYVELO Pro Cycling Team - Hrinkow Advarics - Bike Aid |
| |

### Favoris
Les principaux favoris sont Clément Berthet (Decathlon AG2R La Mondiale), Guillaume Martin-Guyonnet (Groupama-FDJ) et Jordan Jegat (TotalEnergies), respectivement 11e, 12e et 14e sur le Tour du Pays basque la semaine précédente. Les coureurs de l'équipe Arkéa-B&B Hôtels Ewen Costiou et Cristian Rodriguez sont également cités parmi les favoris. 
Parmi les outsiders, on retrouve des coureurs comme Adrien Maire et Odd Christian Eiking (Unibet Tietema Rockets), José Manuel Diaz (Burgos Burpellet BH), Jørgen Nordhagen et Cian Uijtdebroeks (Visma-Lease a Bike) ou encore Clément Braz Afonso (Groupama-FDJ) et Sylvain Moniquet (Cofidis).

### Diffusion
L'épreuve, faisant partie cette année de la Coupe de France, est diffusée par France 3 Bourgogne-Franche-Comté et Eurosport Max.

## Classement
| \| Classement général \| Classement général \| Classement général \| Classement général \| Classement général \| \| Coureur \| Coureur \| Pays \| Équipe \| Temps \| \| ------------------ \| ------------------------- \| ------------------ \| ----------------------------------- \| ------------------ \| \| 1er \| Guillaume Martin-Guyonnet \| France \| Groupama-FDJ \| 4 h 07 min 28 s \| \| 2e \| José Manuel Díaz \| Espagne \| Burgos-Burpellet-BH \| + 6 s \| \| 3e \| Clément Berthet \| France \| Decathlon-AG2R La Mondiale \| + 8 s \| \| 4e \| Jordan Jegat \| France \| Team TotalEnergies \| + 13 s \| \| 5e \| Adrien Maire \| France \| Unibet Tietema Rockets \| + 20 s \| \| 6e \| Sylvain Moniquet \| Belgique \| Cofidis \| + 20 s \| \| 7e \| Iván Cobo \| Espagne \| Equipo Kern Pharma \| + 20 s \| \| 8e \| Clément Braz Afonso \| France \| Groupama-FDJ \| + 21 s \| \| 9e \| Cristian Rodríguez \| Espagne \| Arkéa-B&B Hotels \| + 21 s \| \| 10e \| Nicolas Breuillard \| France \| St. Michel-Preference Home-Auber 93 \| + 21 s \| |                           |          |                                     |                 |
| |                           |          |                                     |                 |
| |                           |          |                                     |                 |
| Classement général |                           |          |                                     |                 |
| Coureur | Coureur                   | Pays     | Équipe                              | Temps           |
| 1er | Guillaume Martin-Guyonnet | France   | Groupama-FDJ                        | 4 h 07 min 28 s |
| 2e | José Manuel Díaz          | Espagne  | Burgos-Burpellet-BH                 | + 6 s           |
| 3e | Clément Berthet           | France   | Decathlon-AG2R La Mondiale          | + 8 s           |
| 4e | Jordan Jegat              | France   | Team TotalEnergies                  | + 13 s          |
| 5e | Adrien Maire              | France   | Unibet Tietema Rockets              | + 20 s          |
| 6e | Sylvain Moniquet          | Belgique | Cofidis                             | + 20 s          |
| 7e | Iván Cobo                 | Espagne  | Equipo Kern Pharma                  | + 20 s          |
| 8e | Clément Braz Afonso       | France   | Groupama-FDJ                        | + 21 s          |
| 9e | Cristian Rodríguez        | Espagne  | Arkéa-B&B Hotels                    | + 21 s          |
| 10e | Nicolas Breuillard        | France   | St. Michel-Preference Home-Auber 93 | + 21 s          |

## Liste des participants
| Légende | Légende                                                                    | Légende | Légende                                                    |
| ------- | -------------------------------------------------------------------------- | ------- | ---------------------------------------------------------- |
| Num     | Dossard de départ porté par le coureur sur la Classic Grand Besançon Doubs | Pos     | Position à l'arrivée de la course                          |
|         | Indique un maillot de champion national ou mondial, suivi de sa spécialité | NP      | Indique un coureur qui n'a pas pris le départ de la course |
| AB      | Indique un coureur qui n'a pas terminé la course                           | HD      | Indique un coureur qui a terminé la course hors des délais |
| DSQ     | Indique un coureur qui a été disqualifié de la course                      |         |                                                            |

| Groupama-FDJ GFC | Groupama-FDJ GFC                | Groupama-FDJ GFC |
| ---------------- | ------------------------------- | ---------------- |
| Num              | Coureur                         | Pos              |
| 1                | Guillaume Martin-Guyonnet (FRA) | 1er              |
| 2                | Clément Braz Afonso (FRA)       | 8e               |
| 3                | Tom Donnenwirth (FRA)           | 76e              |
| 4                | Rudy Molard (FRA)               | 21e              |
| 5                | Brieuc Rolland (FRA)            | 25e              |
| 6                | Oscar Nilsson-Julien (FRA)      | AB               |

| Team Visma \| Lease a Bike TVL | Team Visma \| Lease a Bike TVL | Team Visma \| Lease a Bike TVL |
| ------------------------------ | ------------------------------ | ------------------------------ |
| Num                            | Coureur                        | Pos                            |
| 11                             | Tijmen Graat (NED)             | 40e                            |
| 12                             | Pietro Mattio (ITA)            | 73e                            |
| 13                             | Menno Huising (NED)            | 43e                            |
| 14                             | Jørgen Nordhagen (NOR)         | 59e                            |
| 15                             | Cian Uijtdebroeks (BEL)        | 32e                            |
| 16                             | Loe van Belle (NED)            | 56e                            |

| Decathlon-AG2R La Mondiale DAT | Decathlon-AG2R La Mondiale DAT | Decathlon-AG2R La Mondiale DAT |
| ------------------------------ | ------------------------------ | ------------------------------ |
| Num                            | Coureur                        | Pos                            |
| 21                             | Clément Berthet (FRA)          | 3e                             |
| 22                             | Kasper Haugland (NOR)          | AB                             |
| 23                             | Louis Chaleil (FRA)            | AB                             |
| 24                             | Louic Boussemaere (BEL)        | AB                             |
| 25                             | Daniel Weis (DEN)              | 69e                            |
| 26                             | Nans Peters (FRA)              | 33e                            |

| Cofidis COF | Cofidis COF                | Cofidis COF |
| ----------- | -------------------------- | ----------- |
| Num         | Coureur                    | Pos         |
| 31          | Emanuel Buchmann (GER)     | 12e         |
| 32          | Nicolas Debeaumarché (FRA) | 72e         |
| 33          | Jesús Herrada (ESP)        | 20e         |
| 34          | Paul Ourselin (FRA)        | 46e         |
| 35          | Sylvain Moniquet (BEL)     | 6e          |
| 36          | Hugo Toumire (FRA)         | 68e         |

| Arkéa-B&B Hotels ARK | Arkéa-B&B Hotels ARK     | Arkéa-B&B Hotels ARK |
| -------------------- | ------------------------ | -------------------- |
| Num                  | Coureur                  | Pos                  |
| 41                   | Ewen Costiou (FRA)       | AB                   |
| 42                   | Élie Gesbert (FRA)       | 62e                  |
| 43                   | Cristian Rodríguez (ESP) | 9e                   |
| 44                   | Louis Rouland (FRA)      | 31e                  |
| 45                   | Alessandro Verre (ITA)   | AB                   |
| 46                   | Paul Thierry (FRA)       | AB                   |

| Equipo Kern Pharma EKP | Equipo Kern Pharma EKP | Equipo Kern Pharma EKP |
| ---------------------- | ---------------------- | ---------------------- |
| Num                    | Coureur                | Pos                    |
| 51                     | Pablo Carrascosa (ESP) | 75e                    |
| 52                     | Iván Cobo (ESP)        | 7e                     |
| 53                     | Nil Gimeno (ESP)       | 66e                    |
| 54                     | Jorge Gutiérrez (ESP)  | AB                     |
| 55                     | Unai Iribar (ESP)      | 24e                    |
| 56                     | Ibon Ruiz (ESP)        | 54e                    |

| Unibet Tietema Rockets RKT | Unibet Tietema Rockets RKT | Unibet Tietema Rockets RKT |
| -------------------------- | -------------------------- | -------------------------- |
| Num                        | Coureur                    | Pos                        |
| 61                         | Odd Christian Eiking (NOR) | AB                         |
| 62                         | Owen Geleijn (NED)         | 57e                        |
| 63                         | Baptiste Huyet (FRA)       | 49e                        |
| 64                         | Zeb Kyffin (GBR)           | 41e                        |
| 65                         | Adrien Maire (FRA)         | 5e                         |

| Caja Rural-Seguros RGA CJR | Caja Rural-Seguros RGA CJR | Caja Rural-Seguros RGA CJR |
| -------------------------- | -------------------------- | -------------------------- |
| Num                        | Coureur                    | Pos                        |
| 71                         | Abel Balderstone (ESP)     | 51e                        |
| 72                         | Sebastian Berwick (AUS)    | 14e                        |
| 73                         | Joan Bou (ESP)             | 38e                        |
| 74                         | Calum Johnston (GBR)       | 77e                        |
| 75                         | Joel Nicolau (ESP)         | AB                         |
| 76                         | Fernando Barceló (ESP)     | 29e                        |

| Wagner Bazin WB WB2 | Wagner Bazin WB WB2    | Wagner Bazin WB WB2 |
| ------------------- | ---------------------- | ------------------- |
| Num                 | Coureur                | Pos                 |
| 81                  | Quentin Bezza (FRA)    | 80e                 |
| 82                  | Floris De Tier (BEL)   | 16e                 |
| 83                  | Johan Meens (BEL)      | 28e                 |
| 84                  | Victor Papon (FRA)     | AB                  |
| 85                  | Tom Portsmouth (GBR)   | 65e                 |
| 86                  | Jocelyn Baguelin (FRA) | 70e                 |

| Burgos-Burpellet-BH BBH | Burgos-Burpellet-BH BBH        | Burgos-Burpellet-BH BBH |
| ----------------------- | ------------------------------ | ----------------------- |
| Num                     | Coureur                        | Pos                     |
| 91                      | Clément Alleno (FRA)           | 74e                     |
| 92                      | José Manuel Díaz (ESP)         | 2e                      |
| 93                      | José Luis Faura (ESP)          | 42e                     |
| 94                      | Rodrigo Álvarez (ESP)          | AB                      |
| 95                      | Carlos García Pierna (ESP)     | 35e                     |
| 96                      | David Delgado Higueruelo (ESP) | 78e                     |

| Uno-X Mobility UXM | Uno-X Mobility UXM           | Uno-X Mobility UXM |
| ------------------ | ---------------------------- | ------------------ |
| Num                | Coureur                      | Pos                |
| 101                | Simon Dalby (DEN)            | 60e                |
| 102                | Anders Johannessen (NOR)     | 34e                |
| 104                | Johannes Kulset (NOR)        | 50e                |
| 105                | Magnus Kulset (NOR)          | 71e                |
| 106                | Sakarias Koller Løland (NOR) | 58e                |

| Euskaltel-Euskadi EUS | Euskaltel-Euskadi EUS   | Euskaltel-Euskadi EUS |
| --------------------- | ----------------------- | --------------------- |
| Num                   | Coureur                 | Pos                   |
| 111                   | Xabier Berasategi (ESP) | AB                    |
| 112                   | Mikel Bizkarra (ESP)    | 26e                   |
| 113                   | Jon Agirre (ESP)        | 17e                   |
| 114                   | Márton Dina (HUN)       | 36e                   |
| 115                   | Iker Mintegi (ESP)      | 11e                   |
| 116                   | Gotzon Martín (ESP)     | 22e                   |

| Team TotalEnergies TEN | Team TotalEnergies TEN | Team TotalEnergies TEN |
| ---------------------- | ---------------------- | ---------------------- |
| Num                    | Coureur                | Pos                    |
| 121                    | Pierre Latour (FRA)    | 39e                    |
| 122                    | Fabien Doubey (FRA)    | 64e                    |
| 123                    | Fabien Grellier (FRA)  | 85e                    |
| 124                    | Jordan Jegat (FRA)     | 4e                     |
| 125                    | Alan Jousseaume (FRA)  | 53e                    |
| 126                    | Mattéo Vercher (FRA)   | 27e                    |

| Nice Métropole Côte d'Azur NMC | Nice Métropole Côte d'Azur NMC | Nice Métropole Côte d'Azur NMC |
| ------------------------------ | ------------------------------ | ------------------------------ |
| Num                            | Coureur                        | Pos                            |
| 131                            | Andrei Carbunarea (ROU)        | AB                             |
| 132                            | Carter Guichard (AUS)          | 81e                            |
| 133                            | Jaakko Hänninen (FIN) (route)  | 48e                            |
| 134                            | Dylan Massa (FRA)              | AB                             |
| 135                            | Noah Knecht (FRA)              | AB                             |

| St. Michel-Preference Home-Auber 93 AUB | St. Michel-Preference Home-Auber 93 AUB | St. Michel-Preference Home-Auber 93 AUB |
| --------------------------------------- | --------------------------------------- | --------------------------------------- |
| Num                                     | Coureur                                 | Pos                                     |
| 141                                     | Lucas Bénéteau (FRA)                    | 37e                                     |
| 142                                     | Nicolas Breuillard (FRA)                | 10e                                     |
| 143                                     | Théo Delacroix (FRA)                    | 52e                                     |
| 144                                     | Jérémy Lecroq (FRA)                     | 87e                                     |
| 145                                     | Yohann Simon (FRA)                      | 55e                                     |
| 146                                     | Morne van Niekerk (RSA)                 | 88e                                     |

| Van Rysel-Roubaix VRR | Van Rysel-Roubaix VRR     | Van Rysel-Roubaix VRR |
| --------------------- | ------------------------- | --------------------- |
| Num                   | Coureur                   | Pos                   |
| 152                   | Rémi Capron (FRA)         | 15e                   |
| 153                   | Killian Théot (FRA)       | 61e                   |
| 154                   | Maxime Jarnet (FRA)       | 67e                   |
| 155                   | Maximilien Juillard (FRA) | 79e                   |
| 156                   | Kenny Molly (BEL)         | 45e                   |

| CIC U Nantes UCN | CIC U Nantes UCN        | CIC U Nantes UCN |
| ---------------- | ----------------------- | ---------------- |
| Num              | Coureur                 | Pos              |
| 161              | Yaël Joalland (FRA)     | 19e              |
| 162              | Joris Chaussinand (FRA) | 23e              |
| 163              | Corentin Devroute (FRA) | AB               |
| 164              | Matisse Julien (CAN)    | AB               |
| 165              | Lenaïc Langella (FRA)   | 47e              |
| 166              | Axel Mariault (FRA)     | 18e              |

| MYVELO Pro Cycling Team MCT | MYVELO Pro Cycling Team MCT | MYVELO Pro Cycling Team MCT |
| --------------------------- | --------------------------- | --------------------------- |
| Num                         | Coureur                     | Pos                         |
| 171                         | Nils Brun (SUI)             | 44e                         |
| 172                         | Timon Loderer (GER)         | 82e                         |
| 173                         | Miron Lipp (GER)            | HD                          |
| 174                         | Tillman Sarnowski (GER)     | AB                          |
| 175                         | Jan Sommer (SUI)            | 83e                         |
| 176                         | Andrin Züger (SUI)          | 86e                         |

| Hrinkow Advarics HAC | Hrinkow Advarics HAC   | Hrinkow Advarics HAC |
| -------------------- | ---------------------- | -------------------- |
| Num                  | Coureur                | Pos                  |
| 181                  | Giacomo Ballabio (ITA) | 63e                  |
| 182                  | Loïc Bettendorff (LUX) | AB                   |
| 184                  | Maximilian Kabas (AUT) | AB                   |
| 185                  | Edward Ravasi (ITA)    | AB                   |
| 186                  | Riccardo Verza (ITA)   | AB                   |

| Bike Aid BAI | Bike Aid BAI              | Bike Aid BAI |
| ------------ | ------------------------- | ------------ |
| Num          | Coureur                   | Pos          |
| 191          | Lennard Sternsdorff (GER) | HD           |
| 192          | Antoine Berlin (MON)      | AB           |
| 193          | Léo Bouvier (FRA)         | AB           |
| 194          | Vinzent Dorn (GER)        | 84e          |
| 195          | Anton Schiffer (GER)      | 13e          |
| 196          | Dawit Yemane (ERI)        | 30e          |

| Groupama-FDJ GFC | Groupama-FDJ GFC                | Groupama-FDJ GFC |
| ---------------- | ------------------------------- | ---------------- |
| Num              | Coureur                         | Pos              |
| 1                | Guillaume Martin-Guyonnet (FRA) | 1er              |
| 2                | Clément Braz Afonso (FRA)       | 8e               |
| 3                | Tom Donnenwirth (FRA)           | 76e              |
| 4                | Rudy Molard (FRA)               | 21e              |
| 5                | Brieuc Rolland (FRA)            | 25e              |
| 6                | Oscar Nilsson-Julien (FRA)      | AB               |

| Team Visma \| Lease a Bike TVL | Team Visma \| Lease a Bike TVL | Team Visma \| Lease a Bike TVL |
| ------------------------------ | ------------------------------ | ------------------------------ |
| Num                            | Coureur                        | Pos                            |
| 11                             | Tijmen Graat (NED)             | 40e                            |
| 12                             | Pietro Mattio (ITA)            | 73e                            |
| 13                             | Menno Huising (NED)            | 43e                            |
| 14                             | Jørgen Nordhagen (NOR)         | 59e                            |
| 15                             | Cian Uijtdebroeks (BEL)        | 32e                            |
| 16                             | Loe van Belle (NED)            | 56e                            |

| Decathlon-AG2R La Mondiale DAT | Decathlon-AG2R La Mondiale DAT | Decathlon-AG2R La Mondiale DAT |
| ------------------------------ | ------------------------------ | ------------------------------ |
| Num                            | Coureur                        | Pos                            |
| 21                             | Clément Berthet (FRA)          | 3e                             |
| 22                             | Kasper Haugland (NOR)          | AB                             |
| 23                             | Louis Chaleil (FRA)            | AB                             |
| 24                             | Louic Boussemaere (BEL)        | AB                             |
| 25                             | Daniel Weis (DEN)              | 69e                            |
| 26                             | Nans Peters (FRA)              | 33e                            |

| Cofidis COF | Cofidis COF                | Cofidis COF |
| ----------- | -------------------------- | ----------- |
| Num         | Coureur                    | Pos         |
| 31          | Emanuel Buchmann (GER)     | 12e         |
| 32          | Nicolas Debeaumarché (FRA) | 72e         |
| 33          | Jesús Herrada (ESP)        | 20e         |
| 34          | Paul Ourselin (FRA)        | 46e         |
| 35          | Sylvain Moniquet (BEL)     | 6e          |
| 36          | Hugo Toumire (FRA)         | 68e         |

| Arkéa-B&B Hotels ARK | Arkéa-B&B Hotels ARK     | Arkéa-B&B Hotels ARK |
| -------------------- | ------------------------ | -------------------- |
| Num                  | Coureur                  | Pos                  |
| 41                   | Ewen Costiou (FRA)       | AB                   |
| 42                   | Élie Gesbert (FRA)       | 62e                  |
| 43                   | Cristian Rodríguez (ESP) | 9e                   |
| 44                   | Louis Rouland (FRA)      | 31e                  |
| 45                   | Alessandro Verre (ITA)   | AB                   |
| 46                   | Paul Thierry (FRA)       | AB                   |

| Equipo Kern Pharma EKP | Equipo Kern Pharma EKP | Equipo Kern Pharma EKP |
| ---------------------- | ---------------------- | ---------------------- |
| Num                    | Coureur                | Pos                    |
| 51                     | Pablo Carrascosa (ESP) | 75e                    |
| 52                     | Iván Cobo (ESP)        | 7e                     |
| 53                     | Nil Gimeno (ESP)       | 66e                    |
| 54                     | Jorge Gutiérrez (ESP)  | AB                     |
| 55                     | Unai Iribar (ESP)      | 24e                    |
| 56                     | Ibon Ruiz (ESP)        | 54e                    |

| Unibet Tietema Rockets RKT | Unibet Tietema Rockets RKT | Unibet Tietema Rockets RKT |
| -------------------------- | -------------------------- | -------------------------- |
| Num                        | Coureur                    | Pos                        |
| 61                         | Odd Christian Eiking (NOR) | AB                         |
| 62                         | Owen Geleijn (NED)         | 57e                        |
| 63                         | Baptiste Huyet (FRA)       | 49e                        |
| 64                         | Zeb Kyffin (GBR)           | 41e                        |
| 65                         | Adrien Maire (FRA)         | 5e                         |

| Caja Rural-Seguros RGA CJR | Caja Rural-Seguros RGA CJR | Caja Rural-Seguros RGA CJR |
| -------------------------- | -------------------------- | -------------------------- |
| Num                        | Coureur                    | Pos                        |
| 71                         | Abel Balderstone (ESP)     | 51e                        |
| 72                         | Sebastian Berwick (AUS)    | 14e                        |
| 73                         | Joan Bou (ESP)             | 38e                        |
| 74                         | Calum Johnston (GBR)       | 77e                        |
| 75                         | Joel Nicolau (ESP)         | AB                         |
| 76                         | Fernando Barceló (ESP)     | 29e                        |

| Wagner Bazin WB WB2 | Wagner Bazin WB WB2    | Wagner Bazin WB WB2 |
| ------------------- | ---------------------- | ------------------- |
| Num                 | Coureur                | Pos                 |
| 81                  | Quentin Bezza (FRA)    | 80e                 |
| 82                  | Floris De Tier (BEL)   | 16e                 |
| 83                  | Johan Meens (BEL)      | 28e                 |
| 84                  | Victor Papon (FRA)     | AB                  |
| 85                  | Tom Portsmouth (GBR)   | 65e                 |
| 86                  | Jocelyn Baguelin (FRA) | 70e                 |

| Burgos-Burpellet-BH BBH | Burgos-Burpellet-BH BBH        | Burgos-Burpellet-BH BBH |
| ----------------------- | ------------------------------ | ----------------------- |
| Num                     | Coureur                        | Pos                     |
| 91                      | Clément Alleno (FRA)           | 74e                     |
| 92                      | José Manuel Díaz (ESP)         | 2e                      |
| 93                      | José Luis Faura (ESP)          | 42e                     |
| 94                      | Rodrigo Álvarez (ESP)          | AB                      |
| 95                      | Carlos García Pierna (ESP)     | 35e                     |
| 96                      | David Delgado Higueruelo (ESP) | 78e                     |

| Uno-X Mobility UXM | Uno-X Mobility UXM           | Uno-X Mobility UXM |
| ------------------ | ---------------------------- | ------------------ |
| Num                | Coureur                      | Pos                |
| 101                | Simon Dalby (DEN)            | 60e                |
| 102                | Anders Johannessen (NOR)     | 34e                |
| 104                | Johannes Kulset (NOR)        | 50e                |
| 105                | Magnus Kulset (NOR)          | 71e                |
| 106                | Sakarias Koller Løland (NOR) | 58e                |

| Euskaltel-Euskadi EUS | Euskaltel-Euskadi EUS   | Euskaltel-Euskadi EUS |
| --------------------- | ----------------------- | --------------------- |
| Num                   | Coureur                 | Pos                   |
| 111                   | Xabier Berasategi (ESP) | AB                    |
| 112                   | Mikel Bizkarra (ESP)    | 26e                   |
| 113                   | Jon Agirre (ESP)        | 17e                   |
| 114                   | Márton Dina (HUN)       | 36e                   |
| 115                   | Iker Mintegi (ESP)      | 11e                   |
| 116                   | Gotzon Martín (ESP)     | 22e                   |

| Team TotalEnergies TEN | Team TotalEnergies TEN | Team TotalEnergies TEN |
| ---------------------- | ---------------------- | ---------------------- |
| Num                    | Coureur                | Pos                    |
| 121                    | Pierre Latour (FRA)    | 39e                    |
| 122                    | Fabien Doubey (FRA)    | 64e                    |
| 123                    | Fabien Grellier (FRA)  | 85e                    |
| 124                    | Jordan Jegat (FRA)     | 4e                     |
| 125                    | Alan Jousseaume (FRA)  | 53e                    |
| 126                    | Mattéo Vercher (FRA)   | 27e                    |

| Nice Métropole Côte d'Azur NMC | Nice Métropole Côte d'Azur NMC | Nice Métropole Côte d'Azur NMC |
| ------------------------------ | ------------------------------ | ------------------------------ |
| Num                            | Coureur                        | Pos                            |
| 131                            | Andrei Carbunarea (ROU)        | AB                             |
| 132                            | Carter Guichard (AUS)          | 81e                            |
| 133                            | Jaakko Hänninen (FIN) (route)  | 48e                            |
| 134                            | Dylan Massa (FRA)              | AB                             |
| 135                            | Noah Knecht (FRA)              | AB                             |

| St. Michel-Preference Home-Auber 93 AUB | St. Michel-Preference Home-Auber 93 AUB | St. Michel-Preference Home-Auber 93 AUB |
| --------------------------------------- | --------------------------------------- | --------------------------------------- |
| Num                                     | Coureur                                 | Pos                                     |
| 141                                     | Lucas Bénéteau (FRA)                    | 37e                                     |
| 142                                     | Nicolas Breuillard (FRA)                | 10e                                     |
| 143                                     | Théo Delacroix (FRA)                    | 52e                                     |
| 144                                     | Jérémy Lecroq (FRA)                     | 87e                                     |
| 145                                     | Yohann Simon (FRA)                      | 55e                                     |
| 146                                     | Morne van Niekerk (RSA)                 | 88e                                     |

| Van Rysel-Roubaix VRR | Van Rysel-Roubaix VRR     | Van Rysel-Roubaix VRR |
| --------------------- | ------------------------- | --------------------- |
| Num                   | Coureur                   | Pos                   |
| 152                   | Rémi Capron (FRA)         | 15e                   |
| 153                   | Killian Théot (FRA)       | 61e                   |
| 154                   | Maxime Jarnet (FRA)       | 67e                   |
| 155                   | Maximilien Juillard (FRA) | 79e                   |
| 156                   | Kenny Molly (BEL)         | 45e                   |

| CIC U Nantes UCN | CIC U Nantes UCN        | CIC U Nantes UCN |
| ---------------- | ----------------------- | ---------------- |
| Num              | Coureur                 | Pos              |
| 161              | Yaël Joalland (FRA)     | 19e              |
| 162              | Joris Chaussinand (FRA) | 23e              |
| 163              | Corentin Devroute (FRA) | AB               |
| 164              | Matisse Julien (CAN)    | AB               |
| 165              | Lenaïc Langella (FRA)   | 47e              |
| 166              | Axel Mariault (FRA)     | 18e              |

| MYVELO Pro Cycling Team MCT | MYVELO Pro Cycling Team MCT | MYVELO Pro Cycling Team MCT |
| --------------------------- | --------------------------- | --------------------------- |
| Num                         | Coureur                     | Pos                         |
| 171                         | Nils Brun (SUI)             | 44e                         |
| 172                         | Timon Loderer (GER)         | 82e                         |
| 173                         | Miron Lipp (GER)            | HD                          |
| 174                         | Tillman Sarnowski (GER)     | AB                          |
| 175                         | Jan Sommer (SUI)            | 83e                         |
| 176                         | Andrin Züger (SUI)          | 86e                         |

| Hrinkow Advarics HAC | Hrinkow Advarics HAC   | Hrinkow Advarics HAC |
| -------------------- | ---------------------- | -------------------- |
| Num                  | Coureur                | Pos                  |
| 181                  | Giacomo Ballabio (ITA) | 63e                  |
| 182                  | Loïc Bettendorff (LUX) | AB                   |
| 184                  | Maximilian Kabas (AUT) | AB                   |
| 185                  | Edward Ravasi (ITA)    | AB                   |
| 186                  | Riccardo Verza (ITA)   | AB                   |

| Bike Aid BAI | Bike Aid BAI              | Bike Aid BAI |
| ------------ | ------------------------- | ------------ |
| Num          | Coureur                   | Pos          |
| 191          | Lennard Sternsdorff (GER) | HD           |
| 192          | Antoine Berlin (MON)      | AB           |
| 193          | Léo Bouvier (FRA)         | AB           |
| 194          | Vinzent Dorn (GER)        | 84e          |
| 195          | Anton Schiffer (GER)      | 13e          |
| 196          | Dawit Yemane (ERI)        | 30e          |